# オーストリアグランプリ
オーストリアグランプリ（オーストリアGP、英: Austrian Grand Prix 、 独: Großer Preis von Österreich）は、オーストリアで行われているF1グランプリのレース。
オーストリア国内で行われた、オーストリアGP以外の名称を持つF1レースも本項目で記述する。

## 歴史
1964年にツェルトベクで、1970年から1987年まではエステルライヒリンクで行われ、一時休止していたがコースを改修して1997年から2003年までA1リンクで行われた。
1987年のグランプリでは、スタート直後のクラッシュが繰り返し発生し、2度の赤旗中断、再スタートを含め計3回のスタートとなった。3度目のスタートでも追突が発生したり、アイルトン・セナがエンジンストールし一時コース上に取り残されるなど、荒れたレースとなった。
2013年7月、サーキットを保有するレッドブルは11年ぶりに開催されると発表した。コース名称もA1リンクからレッドブル・リンクと改められて再開した2014年から2017年までメルセデスが4連勝していたが、2018年にマックス・フェルスタッペンがレッドブル・レーシングにホームグランプリ初優勝をもたらし、翌2019年もフェルスタッペンが制し、同年からレッドブルへパワーユニットの供給を開始したホンダに2015年のF1復帰以来初めての優勝をもたらした。
2020年は新型コロナウイルス感染症の世界的流行により開幕戦として開催され、翌週も同サーキットで「シュタイアーマルクGP」が開催されることになった。両レースとも感染拡大防止のため、無観客レースとして開催された。翌2021年も同感染症の影響により2週連続で開催され、前年とは逆にシュタイアーマルクGPが先の開催となった（シュタイアーマルクGPについては後述の「#シュタイアーマルクグランプリを参照）。
2023年3月にレッドブル・リンクとの開催契約が2027年まで、同年7月のレース開催後には2030年まで延長され、2025年のレース開催期間中に2041年までの延長契約が結ばれた。

## 過去の結果と開催サーキット
1963年はF1非選手権レース、1965-1969年はスポーツカーレース（1966-1969年はスポーツカー世界選手権の一戦。ラウンドの数字は各選手権のもので、1966-1967年はディビジョン別）として開催された。
| 年          | 決勝日     | ラウンド           | サーキット           | 勝者                                     | コンストラクター          | 結果       |            |
| ----------- | ---------- | ------------------ | -------------------- | ---------------------------------------- | ------------------------- | ---------- | ---------- |
| 1963        | 9月01日    | 非選手権           | ツェルトベク         | ジャック・ブラバム                       | ブラバム-クライマックス   | 詳細       |            |
| 1964        | 8月23日    | 7                  | ツェルトベク         | ロレンツォ・バンディーニ                 | フェラーリ                | 詳細       |            |
| 1965        | 8月22日    | 非選手権           | ツェルトベク         | ヨッヘン・リント                         | フェラーリ                | [ 11 ]     |            |
| 1966        | 9月11日    | 8(D1) 10(D2) 9(D3) | ツェルトベク         | ゲルハルト・ミッター ハンス・ヘルマン    | ポルシェ                  | [ 12 ]     |            |
| 1967        | 8月20日    | 5(D1) 10(D2) 9(D3) | ツェルトベク         | ポール・ホーキンス                       | フォード                  | [ 13 ]     |            |
| 1968        | 8月25日    | 9                  | ツェルトベク         | ジョー・シフェール                       | ポルシェ                  | [ 14 ]     |            |
| 1969        | 8月10日    | 10                 | エステルライヒリンク | ジョー・シフェール クルト・アーレンスJr. | ポルシェ                  | 詳細       |            |
| 1970        | 8月16日    | 9                  | エステルライヒリンク | ジャッキー・イクス                       | フェラーリ                | 詳細       |            |
| 1971        | 8月15日    | 8                  | エステルライヒリンク | ジョー・シフェール                       | BRM                       | 詳細       |            |
| 1972        | 8月13日    | 9                  | エステルライヒリンク | エマーソン・フィッティパルディ           | ロータス-フォード         | 詳細       |            |
| 1973        | 8月19日    | 12                 | エステルライヒリンク | ロニー・ピーターソン                     | ロータス-フォード         | 詳細       |            |
| 1974        | 8月18日    | 12                 | エステルライヒリンク | カルロス・ロイテマン                     | ブラバム-フォード         | 詳細       |            |
| 1975        | 8月17日    | 12                 | エステルライヒリンク | ヴィットリオ・ブランビラ                 | マーチ-フォード           | 詳細       |            |
| 1976        | 8月15日    | 11                 | エステルライヒリンク | ジョン・ワトソン                         | ペンスキー-フォード       | 詳細       |            |
| 1977        | 8月14日    | 12                 | エステルライヒリンク | アラン・ジョーンズ                       | シャドウ-フォード         | 詳細       |            |
| 1978        | 8月13日    | 12                 | エステルライヒリンク | ロニー・ピーターソン                     | ロータス-フォード         | 詳細       |            |
| 1979        | 8月12日    | 11                 | エステルライヒリンク | アラン・ジョーンズ                       | ウィリアムズ-フォード     | 詳細       |            |
| 1980        | 8月17日    | 10                 | エステルライヒリンク | ジャン＝ピエール・ジャブイーユ           | ルノー                    | 詳細       |            |
| 1981        | 8月16日    | 11                 | エステルライヒリンク | ジャック・ラフィット                     | リジェ-マトラ             | 詳細       |            |
| 1982        | 8月15日    | 13                 | エステルライヒリンク | エリオ・デ・アンジェリス                 | ロータス-フォード         | 詳細       |            |
| 1983        | 8月14日    | 11                 | エステルライヒリンク | アラン・プロスト                         | ルノー                    | 詳細       |            |
| 1984        | 8月19日    | 12                 | エステルライヒリンク | ニキ・ラウダ                             | マクラーレン-TAG          | 詳細       |            |
| 1985        | 8月18日    | 10                 | エステルライヒリンク | アラン・プロスト                         | マクラーレン-TAG          | 詳細       |            |
| 1986        | 8月17日    | 12                 | エステルライヒリンク | アラン・プロスト                         | マクラーレン-TAG          | 詳細       |            |
| 1987        | 8月16日    | 10                 | エステルライヒリンク | ナイジェル・マンセル                     | ウィリアムズ-ホンダ       | 詳細       |            |
| 1988 - 1996 | 開催されず | 開催されず         | 開催されず           | 開催されず                               | 開催されず                | 開催されず | 開催されず |
| 1997        | 9月21日    | 14                 | A1リンク             | ジャック・ヴィルヌーヴ                   | ウィリアムズ-ルノー       | 詳細       |            |
| 1998        | 7月26日    | 10                 | A1リンク             | ミカ・ハッキネン                         | マクラーレン-メルセデス   | 詳細       |            |
| 1999        | 7月25日    | 9                  | A1リンク             | エディ・アーバイン                       | フェラーリ                | 詳細       |            |
| 2000        | 7月16日    | 10                 | A1リンク             | ミカ・ハッキネン                         | マクラーレン-メルセデス   | 詳細       |            |
| 2001        | 5月13日    | 6                  | A1リンク             | デビッド・クルサード                     | マクラーレン-メルセデス   | 詳細       |            |
| 2002        | 5月12日    | 6                  | A1リンク             | ミハエル・シューマッハ                   | フェラーリ                | 詳細       |            |
| 2003        | 5月18日    | 6                  | A1リンク             | ミハエル・シューマッハ                   | フェラーリ                | 詳細       |            |
| 2004 - 2013 | 開催されず | 開催されず         | 開催されず           | 開催されず                               | 開催されず                | 開催されず | 開催されず |
| 2014        | 6月22日    | 8                  | レッドブル・リンク   | ニコ・ロズベルグ                         | メルセデス                | 詳細       |            |
| 2015        | 6月21日    | 8                  | レッドブル・リンク   | ニコ・ロズベルグ                         | メルセデス                | 詳細       |            |
| 2016        | 7月03日    | 9                  | レッドブル・リンク   | ルイス・ハミルトン                       | メルセデス                | 詳細       |            |
| 2017        | 7月09日    | 9                  | レッドブル・リンク   | バルテリ・ボッタス                       | メルセデス                | 詳細       |            |
| 2018        | 7月01日    | 9                  | レッドブル・リンク   | マックス・フェルスタッペン               | レッドブル-タグ・ホイヤー | 詳細       |            |
| 2019        | 6月30日    | 9                  | レッドブル・リンク   | マックス・フェルスタッペン               | レッドブル-ホンダ         | 詳細       |            |
| 2020        | 7月05日    | 1                  | レッドブル・リンク   | バルテリ・ボッタス                       | メルセデス                | 詳細       |            |
| 2021        | 7月04日    | 9                  | レッドブル・リンク   | マックス・フェルスタッペン               | レッドブル-ホンダ         | 詳細       |            |
| 2022        | 7月10日    | 11                 | レッドブル・リンク   | シャルル・ルクレール                     | フェラーリ                | 詳細       |            |
| 2023        | 7月02日    | 10                 | レッドブル・リンク   | マックス・フェルスタッペン               | レッドブル-ホンダ・RBPT   | 詳細       |            |
| 2024        | 6月30日    | 11                 | レッドブル・リンク   | ジョージ・ラッセル                       | メルセデス                | 詳細       |            |
| 2025        | 6月29日    | 11                 | レッドブル・リンク   | ランド・ノリス                           | マクラーレン-メルセデス   | 詳細       |            |

### 開催されたサーキット

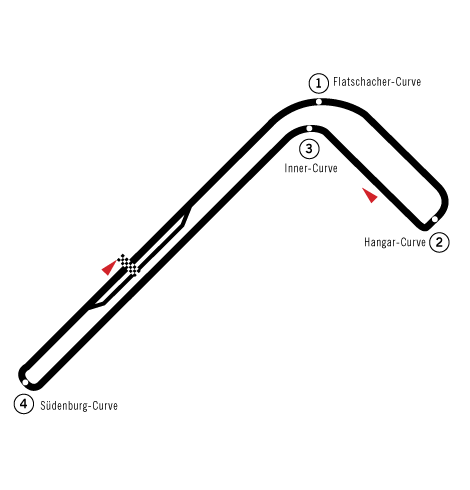
ツェルトベク（1963-1968）
エステルライヒリンク（1969-1976）
エステルライヒリンク（1977-1987）
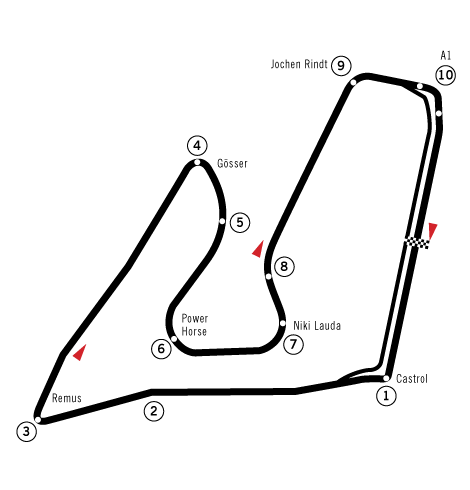
A1リンク/レッドブル・リンク（1997-2003, 2014-2016）
レッドブル・リンク（2017-）

## 優勝回数
複数回勝利を挙げた者のみ対象とする。

### ドライバー
| 回数 | ドライバー                 | 優勝年                 |
| ---- | -------------------------- | ---------------------- |
| 4    | マックス・フェルスタッペン | 2018, 2019, 2021, 2023 |
| 3    | ジョー・シフェール         | 1968, 19691, 1971      |
| 3    | アラン・プロスト           | 1983, 1985, 1986       |
| 2    | ロニー・ピーターソン       | 1973, 1978             |
| 2    | アラン・ジョーンズ         | 1977, 1979             |
| 2    | ミカ・ハッキネン           | 1998, 2000             |
| 2    | ミハエル・シューマッハ     | 2002, 2003             |
| 2    | ニコ・ロズベルグ           | 2014, 2015             |
| 2    | バルテリ・ボッタス         | 2017, 2020             |

- 太字は2025年のF1世界選手権に参戦中のドライバー。
- ^1 - 1969年のシフェールはクルト・アーレンスJr.（英語版）とポルシェ・917をシェアして優勝。

### コンストラクター
| 回数 | コンストラクター | 優勝年                                   |
| ---- | ---------------- | ---------------------------------------- |
| 7    | フェラーリ       | 1964, 1965, 1970, 1999, 2002, 2003, 2022 |
| 7    | マクラーレン     | 1984, 1985, 1986, 1998, 2000, 2001, 2025 |
| 6    | メルセデス       | 2014, 2015, 2016, 2017, 2020, 2024       |
| 4    | ロータス         | 1972, 1973, 1978, 1982                   |
| 4    | レッドブル       | 2018, 2019, 2021, 2023                   |
| 3    | ポルシェ         | 1966, 1968, 1969                         |
| 3    | ウィリアムズ     | 1979, 1987, 1997                         |
| 2    | ブラバム         | 1963, 1974                               |
| 2    | ルノー           | 1980, 1983                               |

- 太字は2025年のF1世界選手権に参戦中のコンストラクター。
- ピンク地はF1世界選手権以外で開催された年。

### エンジン
| 回数 | メーカー   | 優勝年                                                     |
| ---- | ---------- | ---------------------------------------------------------- |
| 10   | フォード   | 1967, 1972, 1973, 1974, 1975, 1976, 1977, 1978, 1979, 1982 |
| 10   | メルセデス | 1998, 2000, 2001, 2014, 2015, 2016, 2017, 2020, 2024, 2025 |
| 7    | フェラーリ | 1964, 1965, 1970, 1999, 2002, 2003, 2022                   |
| 3    | ポルシェ   | 1966, 1968, 1969                                           |
| 3    | TAG        | 1984, 1985, 1986                                           |
| 3    | ルノー     | 1980, 1983, 1997                                           |
| 3    | ホンダ     | 1987, 2019, 2021                                           |

- 太字は2025年のF1世界選手権に参戦中のメーカー。
- ピンク地はF1世界選手権以外で開催された年。

1. ↑  1967年以外はコスワースが製造。
2. ↑  1998-2001年はイルモアが製造。
3. 1 2  1983-1987年にポルシェが製造したTAGと記録は別扱い。
4. ↑  2022-2025年にホンダ・レーシング(HRC)が製造しているRBPT及びホンダ・RBPTと記録は別扱い。

## オーストリアグランプリ以外のF1レース

### シュタイアーマルクグランプリ
シュタイアーマルクグランプリ（英: Styrian Grand Prix、独: Großer Preis der Steiermark）は、2020年と2021年にレッドブル・リンクで開催されたF1世界選手権のレース。

#### シュタイアーマルクGPの概要
2020年、新型コロナウイルス感染症の世界的流行により日程の見直しを余儀なくされた結果、オーストリアGPと2週連続で開催されることになり、翌2021年も同感染症の影響により、1週目がシュタイアーマルクGP、2週目がオーストリアGPの2週連続で開催された。

#### シュタイアーマルクGPの結果
| 年   | 決勝日  | ラウンド | サーキット         | 勝者                       | コンストラクター  | 結果 |
| ---- | ------- | -------- | ------------------ | -------------------------- | ----------------- | ---- |
| 2020 | 7月12日 | 2        | レッドブル・リンク | ルイス・ハミルトン         | メルセデス        | 詳細 |
| 2021 | 6月27日 | 8        | レッドブル・リンク | マックス・フェルスタッペン | レッドブル-ホンダ | 詳細 |